# قوائم الحيوانات المنقرضة

## ما قبل العصر الحديث
- قائمة ثلاثية الفصوص
- قائمة عريضات الأجنحة (عريضات الأجنحة eurypterids)
- قائمة خيار البحر وهي من عصر ما قبل التاريخ
- قائمة الأسماك من نوع لافكيات عصر ما قبل التاريخ لافكيات.
- قائمة القرشيات الشوكية قرشيات شوكية
- قائمة الأسماك الغضروفية عصر ما قبل التاريخ
- قائمة البرمائيات عصر ما قبل التاريخ
- زواحف من عصر ما قبل التاريخ
- قائمة البلصور
- قائمة الاكصور (اكصور).
- قائمة التيروصورات
- قائمة الديناصورات
- قائمة الثدييات ما قبل التاريخ
- قائمة قردة عليا منقرضة

## حيوانات انقرضت حديثاً
- قائمة الطيور المنقرضة
- قائمة الثدييات المنقرضة
- قائمة الحيتان المنقرضة
- قائمة الفراشات المنقرضة
- وحيد القرن الأبيض الشمالي.<ref>Saplakoglu، Yasemin. "العالم يودِّع آخر ذكر من وحيد القرن الأبيض الشمالي". للعِلم. مؤرشف من الأصل في 2021-06-07. اطلع عليه بتاريخ 2021-06-07.

99bood99

## حسب المناطق الجغرافية

### إفريقيا
- قائمة الحيوانات المنقرضة في أفريقيا

### أوروبا
- قائمة الحيوانات انقرضت من أوروبا

انظر أيضا
- قائمة الحيوانات التي انقرضت في الجزر البريطانية
- قائمة الحيوانات المنقرضة في كتالونيا
- قائمة الحيوانات المنقرضة والمعرضة للخطر في ليتوانيا
- قائمة الحيوانات المنقرضة في هولندا

### أمريكا الشمالية
- قائمة الحيوانات المنقرضة في أميركا الشمالية
- قائمة الحيوانات المنقرضة من كندا
- قائمة الحيوانات المنقرضة في مارتينيك وجوادلوب

### آسيا
- قائمة الحيوانات المنقرضة في آسيا
- قائمة الحيوانات المنقرضة في اليابان

### أوقيانوسيا
- قائمة الحيوانات المنقرضة في أستراليا
- قائمة الحيوانات المنقرضة في نيوزيلندا
- قائمة الحيوانات المنقرضة من جزر هاواي.

## الأنواع المهددة بالانقراض
انظر الأنواع المهددة بالانقراض

## ملحق: معرض صور
انظر النوع لازاروس 

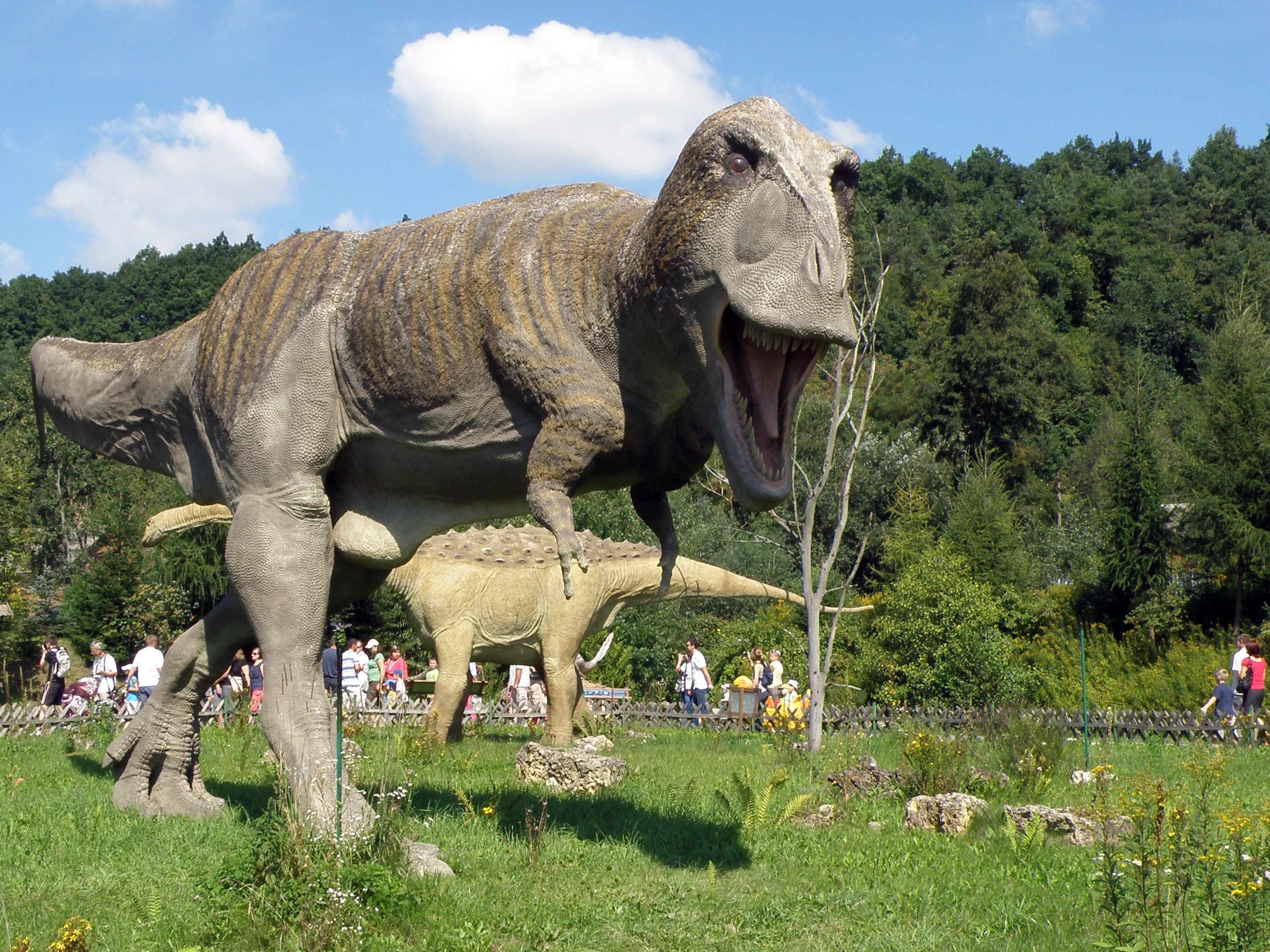
نموءج طبق الاصل ل التيرانوصور في جورابارك Jurapark
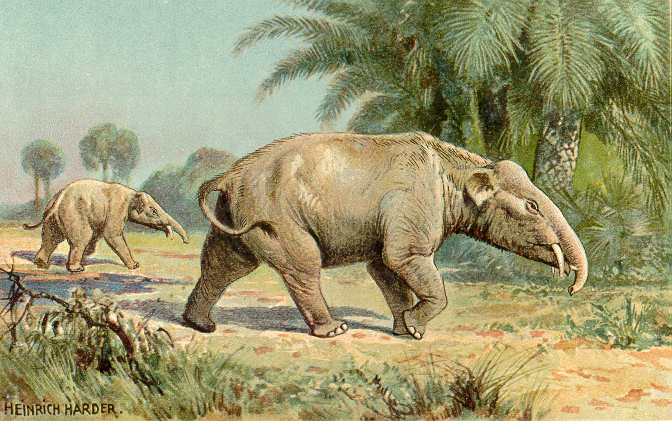
Palaeomastodon
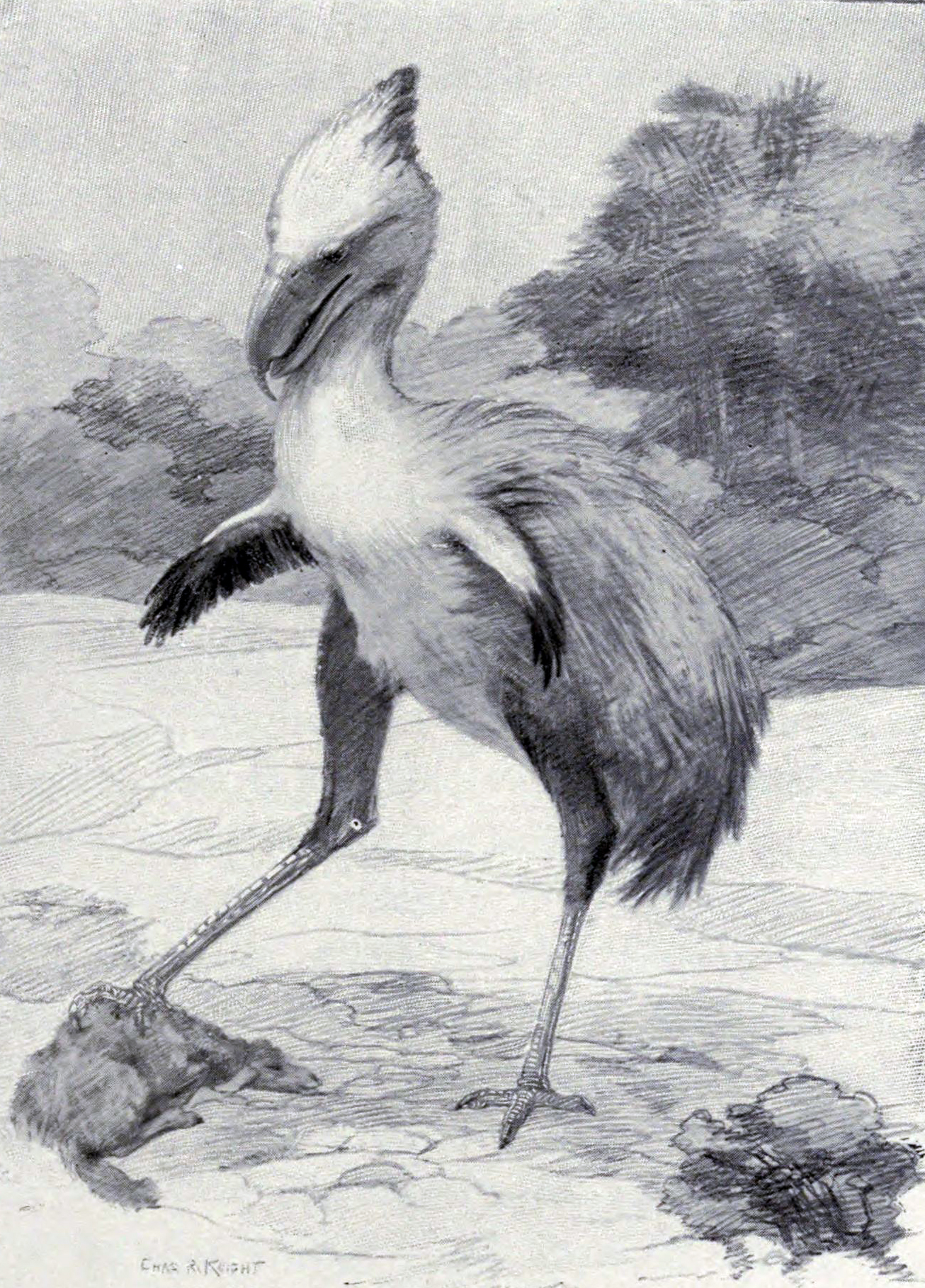
رسم Phorusrhacos ، من الطيور العملاقة من عصر ما قبل التاريخ، بريشة الفنان تشارلز آر نايت